# 李焕民
李焕民（1930年10月—2016年4月3日），原名何国儒，祖籍浙江余姚，生于北京，中国版画家，一级美术师。

## 生平
1947年，考入国立北平艺专，导师徐悲鸿。
1948年，因演出话剧《末路》，被开除出校，更名为李焕民，赴解放区工作于华北大学文工团。
1948年，曾加入中国人民解放军队伍，参与解放天津，参与接收天津中访机械二厂。
1949年，调回北京任职，参与改建中南海怀仁堂及中华门。
1951年2月毕业于中央美术学院美干班，毕业后在重庆新华日报工作。后调到四川美术家协会工作。曾游历少数民族聚居地区多次，了解考察丝绸之路及中国和缅甸边界的西南丝绸之路，创作了大量相关题材的绘画作品。
2016年4月，因病逝世，享年86岁。

## 社会兼职
曾任中国美术家协会副主席、中国文联委员，中国美术家协会顾问、中国版画家协会副主席，四川省文联副主席，四川美术家协会副主席和四川省美术展览馆馆长。

## 代表作品
- 《高原峡谷》，获全国青年美展一等奖（1956年）
- 《藏族女孩》，于日本获金奖
- 《换了人间》，获第五届全国美展二等奖（1979年）
- 《驯马手》，获第六届全国美展银奖（1984年）
- 《长夜》，获第九届全国版画展优秀作品奖
- 《高原之母》，获全国版画展银奖（1996年）
- 1996年，中国版画家协会授予“鲁迅版画奖”

## 出版
- 《李焕民版画作品集》
- 《李焕民书画作品集》
- 《西藏写生画集》（与人合作）
- 《雪山红日》诗画集（与人合作）
- 《南方丝绸之路》文集（主编）

## 家族
祖父何联恩，晚清进士，翰林。